# Microsoft Azure 儲存體
Azure 儲存服務 (Azure Storage) 是 Microsoft Azure 平台內實作的資料儲存服務，目前為 Azure 平台服務的主要資料保存地。
Azure 儲存服務提供了四種不同格式的儲存體，用來提供給Azure上運行的應用程式儲存資料使用。依據不同的儲存格式會有不同的限制，因為這些儲存服務都是以分散式巨量儲存（Distributed Mass Storage）為核心概念所設計出來的，為了要達成快速在分散式儲存空間中儲存與管理資料（還包含高可用度的贅餘儲存管理），微軟有在資料的儲存上做一些限制。
不論是哪一種儲存服務，Azure都有REST API，並符合Simple Cloud的標準。
Azure 儲存服務提供 99.9% 的服務水準，而唯讀式備援的唯讀端 (備援端) 為 99.99%。

## Blob
Blob （大型二進位物件）資料是用來儲存像是檔案，圖片，視訊檔，可執行檔，壓縮檔等二進位格式的檔案，基本上它的儲存單位就是檔案，為了要讓BLOB的功能應用更寬廣，微軟也在 Blob 服務上開發了內容傳遞網路（Content Delivery Network）的服務，讓 Blob 可以作為大容量的檔案或資料儲存與供應的地方，以支持類似YouTube這樣的大型Web應用程式的服務。
Blob 依照性質分為兩種：
- Block Blob（區塊型 Blob 儲存體），這類的儲存以4MB為一個區塊單位 (可依需調整，範圍為 16KB~4MB)，單一檔案最大可以儲存 200GB，且區塊不會連續儲存，可能會打散到不同的儲存伺服器中存放，當應用程式要求時，會依照檔案的Key以及區塊由儲存區提取資料。另外，區塊在儲存時會經過一道認可程序，以讓應用程式決定是否要重新傳送。

- Page Blob（分頁型 Blob 儲存體），它會在儲存區中劃分一個連續的區域供應用程式存放資料，它本身可以視為一個大型的VHD（虛擬機器磁碟），在Page Blob 的資料寫入會直接認可。而基於Page Blob 的特性，微軟特別在Page Blob 上提供了一組將Page Blob 虛擬成磁碟的功能，稱為Azure Drive（研發代號為XDrive），它能夠支援NTFS API，也就是說應用程式可以利用現有的檔案管理API（包含System.IO的類別）來存取Azure Drive中的資料夾與檔案資料，並且這些資料會保存在Azure資料中心內。

Blob 服務由 Blob 本身以及其收納容器（Container）構成，容器可視為一般本機上的資料夾。而容器和 Blob 都支援額外的Metadata設定，這些Metadata會附掛在HTTP Header中傳輸給用戶端，每一個Metadata的大小限制為8KB。Blob 也支援權限管理的功能，透過Shared Access Signature可設定 Blob 或Container的存取權限與有效期限等。
```
private
 
void
 
EnsureContainerExists
(
）

{

    
var
 
container
 
=
 
GetContainer
();

    
container
.
CreateIfNotExist
();

    
var
 
permissions
 
=
 
container
.
GetPermissions
();

    
permissions
.
PublicAccess
 
=
 
BlobContainerPublicAccessType
.
Container
;

    
container
.
SetPermissions
(
permissions
);

}

private
 
CloudBlobContainer
 
GetContainer
()

{

    
var
 
account
 
=
 
CloudStorageAccount
.
FromConfigurationSetting
(
"DataConnectionString"
);

    
var
 
client
 
=
 
account
.
CreateCloudBlobClient
();

    
return
 
client
.
GetContainerReference
(
RoleEnvironment
.
GetConfigurationSettingValue
(
"ContainerName"
));

}

```

## Table
Table（表格）是給具結構化資料的應用程式儲存與管理的一種儲存服務，它在Azure儲存區中會以Key-Value鍵值對方式儲存，並且由Partition來切割在Azure儲存區的儲存位置，它實際的資料是XML，透過REST API呼叫時，會需要依據SDK上的說明，自行建置XML的要求與解析回應的資料，但若是.NET Framework的開發人員，在Azure SDK中提供的Microsoft.WindowsAzure.StorageClient命名空間就有提供輔助的API以及類別，將這件事在API中處理掉了。SDK提供的輔助組件所應用的技術是WCF Data Services，因此若對WCF Data Services熟悉的開發人員，會很容易的上手Table儲存的開發。
```
namespace
 
TableExample

{

    
public
 
class
 
Contact
 
:
 
TableServiceEntity

    
{

        
public
 
string
 
Name
 
{
 
get
;
 
set
;
 
}

        
public
 
string
 
Address
 
{
 
get
;
 
set
;
 
}

        
public
 
string
 
Phone
 
{
 
get
;
 
set
;
 
}

        
public
 
string
 
Cellphone
 
{
 
get
;
 
set
;
 
}

        
public
 
Contact
()

        
{

            
base
.
PartitionKey
 
=
 
"ContactTable"
;

            
base
.
RowKey
 
=
 
Guid
.
NewGuid
().
ToString
();

        
}

    
}

}

```

雖然Table可以儲存結構化的資料，但它並不是關聯性資料庫，所以像是join，彙總函數等都無法使用，要由開發人員另外處理。

## Queue
Queue（佇列）是一種先到先服務（First-Come, First-Serve），或稱為FIFO（先入先出）的儲存服務，它可以允許應用程式將訊息儲存到佇列中排隊，然後由負責處理的應用程式（通常是Worker）由佇列提取訊息並處理以後，將訊息由佇列中移除。訊息可以是字串或是最長8KB的二進位資料，佇列經常會作為跨執行個體通訊以及工作切割通知的訊息傳遞之用。
```
protected
 
void
 
cmdAddQueue_Click
（
object
 
sender
,
 
EventArgs
 
e
）

{

    
CloudStorageAccount
 
account
 
=
 
CloudStorageAccount
.
FromConfigurationSetting
(
"DataConnectionString"
）
;

    
CloudQueueClient
 
queueClient
 
=
 
account
.
CreateCloudQueueClient
();

    
CloudQueue
 
queue
 
=
 
queueClient
.
GetQueueReference
(
"theaterseatorders"
);

    
queue
.
CreateIfNotExist
();

    
queue
.
AddMessage
(
new
 
CloudQueueMessage
(
"SEATNUM=1-1,EMAIL=test@test.com"
));

    
queue
 
=
 
null
;

}

```

## File
檔案服務是 Azure 近期 (2014) 才加入的新規資料儲存服務，它也是用來儲存二進位檔案，但它和 Blob 不同的是 Blob 是 Internet-facing (面向 Internet) 的檔案儲存服務，檔案服務則是給同一區域內的 Azure 服務 (如虛擬機器服務) 共享檔案資源的服務，它使用 SMB 2.1 (推出時) 與 SMB 3.0 (GA時) 網路芳鄰的方式簡化存取檔案的工作，同時也可以支援由資料中心外部的網路芳鄰連線。

## 備援
自v1.5版起的 Azure Storage 開始支援異地備援 (Geo-replication)的功能，只要應用程式將資料傳送到TABLE或BLOB儲存，Azure會自動將資料往鄰近的資料中心傳遞，以備援儲存服務，當主要的資料中心發生斷線或是無法提供服務時，Azure核心中的DNS Service會自動將要求導向到備援的資料中心繼續提供服務。
- 異地備援所產生的網路與儲存成本由微軟自行吸收，不另計費。
- 異地備援的工作是非同步且自動化，應用程式無需做任何修改。
- 異地備援可以透過聯繫Windows Azure支援團隊的方式停用。

目前 Azure 儲存服務支援下列備援類型：
- LRS (Local Redundant Service): 在區域內將資料產生三份複本儲存。
- ZRS (Zone Redundant Service): 在區域內除了原本的三份複本之外，再額外產生三份複本，此模式只支援 Blob 格式。
- GRS (Geo-Replication Service): 在已配對的資料中心間異地備援，兩邊都產生三份的複本。
- RA-GRS (Read-Only Geo-Replication Service): 在已配對的資料中心間異地備援，但另一邊的儲存可讀取 (但唯讀)。

## 涼儲存
涼儲存 (Cool Storage) 是微軟在 Build 2016 研討會中所發表的新儲存功能，它可以將資料儲存在較持久的儲存裝置，並且利用資料保存技術將儲存成本壓低，以適用於長時間儲存又不需經常存取的資料 (經常存取的稱為熱資料)，涼儲存僅適用於區塊式 Blob 儲存體 (Block Blob)，每單位 GB 的儲存成本比一般儲存功能便宜約 50%，但由涼儲存將資料取出或存入時除本身的交易成本外，尚需要支付額外每 GB 單位的取出與寫入成本 (Data Retrival/Data Write)，取出成本比寫入成本要高。